# Європейська бібліотека
Європейська бібліотека (англ. The European Library) — вебпортал, точка доступу до бібліографічних та повнотекстових ресурсів 48 національних бібліотек Європи. Федеративний бібліотечний каталог Європейської бібліотеки включає як цифрові, так і нецифрові ресурси (книги, періодичні видання, аудіозаписи та інші матеріали). Пошуково-навігаційний апарат порталу пропонує користувачам можливості безкоштовного бібліографічного пошуку та доступ до цифрових об'єктів з фондів національних бібліотек Європи (безкоштовно або на платній основі, в залежності від політики конкретної бібліотеки). Розробник порталу — Національна бібліотека Нідерландів. У цій установі розміщується також офіс Європейської бібліотеки. Глобальну стратегію розвитку Європейської бібліотеки виробляє консорціум 48 національних бібліотек — членів CENL. Фінансування проєкту здійснюється за рахунок членських внесків бібліотек-учасниць.

## Історія
Базова концепція порталу Європейської бібліотеки була створена за проєктом TEL (англ. The European Library: Gateway to Europe's Knowledge) спільними зусиллями 9 національних бібліотек Європи та CENL (Конференція європейських національних бібліотек). Проєкт TEL реалізувався у 2001-2004 роках та фінансувався Європейською Комісією в рамках П'ятої рамкової програми ЄС. На цьому етапі участь у проєкті брали Британська бібліотека, національні бібліотеки Італії (римська та флорентійська), Нідерландів, Німеччини, Португалії, Словенії, Фінляндії та Швейцарії.

### Europeana
Майже одразу після запуску Європейської бібліотеки з'явилася концепція перетворення її на центральну точку доступу до всіх електронних ресурсів європейських національних бібліотек. 2 березня 2006 року Європейська Комісія випустила прес-реліз, у якому зазначалося, що Європейська бібліотека має стати інфраструктурною основою для «Європейської цифрової бібліотеки» (англ. European Digital Library) — загальноєвропейського порталу для доступу до культурного надбання у цифровому вигляді з фондів бібліотек (не лише національних), архівів та музеїв Європи.
«Європейська цифрова бібліотека» (Europeana) була запущена як окремий портал 20 листопада 2008 року.

## Інтеграція України у Європейську бібліотеку
Процес інтеграції України до Європейської бібліотеки розпочався у в 2008 році, коли Національна бібліотека України імені В. І. Вернадського стала учасником проєкту FUMAGABA, фінансованого Швейцарським агентством з питань розвитку та співробітництва (англ. Swiss Agency for Development and Cooperation). Цей проєкт мав на меті забезпечення фінансової підтримки (оплату членських внесків) інтеграції до Європейської бібліотеки національних бібліотек Азербайджану, Албанії, Боснії та Герцеговини, Вірменії, Грузії, Македонії, Молдови та України.
Станом на середину 2010 року, ресурси України представлені в Європейській бібліотеці двома колекціями Національної бібліотеки України імені В. І. Вернадського:
- «Реферативна база даних української наукової літератури» (Україніка наукова). Представлена лише у режимі віддаленого доступу, тобто на порталі Європейської бібліотеки подано посилання на колекцію (з пошуковим апаратом порталу не інтегрована).
- «Повнотекстова база даних української наукової літератури» (основу колекції складають повні тексти авторефератів дисертацій, захищених в Україні). Повністю інтегрована до порталу.

Крім того, розроблена україномовна локалізація порталу.